# Arrondissement Abbeville
Das Arrondissement Abbeville ist eine Verwaltungseinheit des französischen Départements Somme innerhalb der Region Hauts-de-France. Verwaltungssitz (Unterpräfektur) ist Abbeville.

## Wahlkreise
Im Arrondissement liegen sechs Wahlkreise (Kantone):
- Kanton Abbeville-1
- Kanton Abbeville-2
- Kanton Flixecourt (mit einer von 24 Gemeinden)
- Kanton Friville-Escarbotin
- Kanton Gamaches
- Kanton Rue

## Gemeinden
| 1. Abbeville (80001)                                | 2. Acheux-en-Vimeu (80004)           | 3. Agenvillers (80006)               | 4. Aigneville (80008)                  |
| 5. Ailly-le-Haut-Clocher (80009)                    | 6. Allenay (80018)                   | 7. Allery (80019)                    | 8. Argoules (80025)                    |
| 9. Arrest (80029)                                   | 10. Arry (80030)                     | 11. Ault (80039)                     | 12. Bailleul (80051)                   |
| 13. Beauchamps (80063)                              | 14. Béhen (80076)                    | 15. Bellancourt (80078)              | 16. Bernay-en-Ponthieu (80087)         |
| 17. Béthencourt-sur-Mer (80096)                     | 18. Bettencourt-Rivière (80099)      | 19. Biencourt (80104)                | 20. Le Boisle (80109)                  |
| 21. Boismont (80110)                                | 22. Boufflers (80118)                | 23. Bouillancourt-en-Séry (80120)    | 24. Bourseville (80124)                |
| 25. Bouttencourt (80126)                            | 26. Bouvaincourt-sur-Bresle (80127)  | 27. Brailly-Cornehotte (80133)       | 28. Bray-lès-Mareuil (80135)           |
| 29. Brucamps (80145)                                | 30. Brutelles (80146)                | 31. Buigny-Saint-Maclou (80149)      | 32. Buigny-l’Abbé (80147)              |
| 33. Buigny-lès-Gamaches (80148)                     | 34. Bussus-lès-Yaucourt (80155)      | 35. Cahon (80161)                    | 36. Cambron (80163)                    |
| 37. Canchy (80167)                                  | 38. Caours (80171)                   | 39. Cayeux-sur-Mer (80182)           | 40. Chépy (80190)                      |
| 41. Citerne (80196)                                 | 42. Cocquerel (80200)                | 43. Condé-Folie (80205)              | 44. Coulonvillers (80215)              |
| 45. Cramont (80221)                                 | 46. Crécy-en-Ponthieu (80222)        | 47. Le Crotoy (80228)                | 48. Dargnies (80235)                   |
| 49. Dominois (80244)                                | 50. Dompierre-sur-Authie (80248)     | 51. Domqueur (80249)                 | 52. Domvast (80250)                    |
| 53. Doudelainville (80251)                          | 54. Drucat (80260)                   | 55. Eaucourt-sur-Somme (80262)       | 56. Embreville (80265)                 |
| 57. Épagne-Épagnette (80268)                        | 58. Ercourt (80280)                  | 59. Ergnies (80281)                  | 60. Érondelle (80282)                  |
| 61. Estrébœuf (80287)                               | 62. Estrées-lès-Crécy (80290)        | 63. Favières (80303)                 | 64. Feuquières-en-Vimeu (80308)        |
| 65. Fontaine-sur-Maye (80327)                       | 66. Fontaine-sur-Somme (80328)       | 67. Forest-l’Abbaye (80331)          | 68. Forest-Montiers (80332)            |
| 69. Fort-Mahon-Plage (80333)                        | 70. Francières (80344)               | 71. Franleu (80345)                  | 72. Fressenneville (80360)             |
| 73. Frettemeule (80362)                             | 74. Friaucourt (80364)               | 75. Friville-Escarbotin (80368)      | 76. Froyelles (80371)                  |
| 77. Frucourt (80372)                                | 78. Gamaches (80373)                 | 79. Gapennes (80374)                 | 80. Gorenflos (80380)                  |
| 81. Grand-Laviers (80385)                           | 82. Grébault-Mesnil (80388)          | 83. Gueschart (80396)                | 84. Hallencourt (80406)                |
| 85. Hautvillers-Ouville (80422)                     | 86. Huchenneville (80444)            | 87. Huppy (80446)                    | 88. Lamotte-Buleux (80462)             |
| 89. Lanchères (80464)                               | 90. Liercourt (80476)                | 91. Ligescourt (80477)               | 92. Limeux (80482)                     |
| 93. Long (80486)                                    | 94. Longpré-les-Corps-Saints (80488) | 95. Machiel (80496)                  | 96. Machy (80497)                      |
| 97. Maisnières (80500)                              | 98. Maison-Ponthieu (80501)          | 99. Maison-Roland (80502)            | 100. Mareuil-Caubert (80512)           |
| 101. Martainneville (80518)                         | 102. Méneslies (80527)               | 103. Mérélessart (80529)             | 104. Mers-les-Bains (80533)            |
| 105. Mesnil-Domqueur (80537)                        | 106. Miannay (80546)                 | 107. Millencourt-en-Ponthieu (80548) | 108. Mons-Boubert (80556)              |
| 109. Mouflers (80574)                               | 110. Moyenneville (80578)            | 111. Nampont (80580)                 | 112. Neufmoulin (80588)                |
| 113. Neuilly-le-Dien (80589)                        | 114. Neuilly-l’Hôpital (80590)       | 115. Nibas (80597)                   | 116. Nouvion (80598)                   |
| 117. Noyelles-en-Chaussée (80599)                   | 118. Noyelles-sur-Mer (80600)        | 119. Ochancourt (80603)              | 120. Oneux (80609)                     |
| 121. Oust-Marest (80613)                            | 122. Pendé (80618)                   | 123. Ponches-Estruval (80631)        | 124. Pont-Remy (80635)                 |
| 125. Ponthoile (80633)                              | 126. Port-le-Grand (80637)           | 127. Quend (80649)                   | 128. Quesnoy-le-Montant (80654)        |
| 129. Ramburelles (80662)                            | 130. Regnière-Écluse (80665)         | 131. Rue (80688)                     | 132. Saigneville (80691)               |
| 133. Sailly-Flibeaucourt (80692)                    | 134. Saint-Blimont (80700)           | 135. Saint-Maxent (80710)            | 136. Saint-Quentin-en-Tourmont (80713) |
| 137. Saint-Quentin-la-Motte-Croix-au-Bailly (80714) | 138. Saint-Riquier (80716)           | 139. Saint-Valery-sur-Somme (80721)  | 140. Sorel-en-Vimeu (80736)            |
| 141. Tilloy-Floriville (80760)                      | 142. Le Titre (80763)                | 143. Tœufles (80764)                 | 144. Tours-en-Vimeu (80765)            |
| 145. Tully (80770)                                  | 146. Valines (80775)                 | 147. Vauchelles-les-Quesnoy (80779)  | 148. Vaudricourt (80780)               |
| 149. Vaux-Marquenneville (80783)                    | 150. Vercourt (80787)                | 151. Villers-sous-Ailly (80804)      | 152. Villers-sur-Authie (80806)        |
| 153. Vironchaux (80808)                             | 154. Vismes (80809)                  | 155. Vitz-sur-Authie (80810)         | 156. Vron (80815)                      |
| 157. Wiry-au-Mont (80825)                           | 158. Woignarue (80826)               | 159. Woincourt (80827)               | 160. Yonval (80836)                    |
| 161. Yvrench (80832)                                | 162. Yvrencheux (80833)              | 163. Yzengremer (80834)              |                                        |

## Ehemalige Gemeinden seit 2015
bis 2025:
Bussus-Bussuel, Yaucourt-Bussus

## Neuordnung der Arrondissements 2017

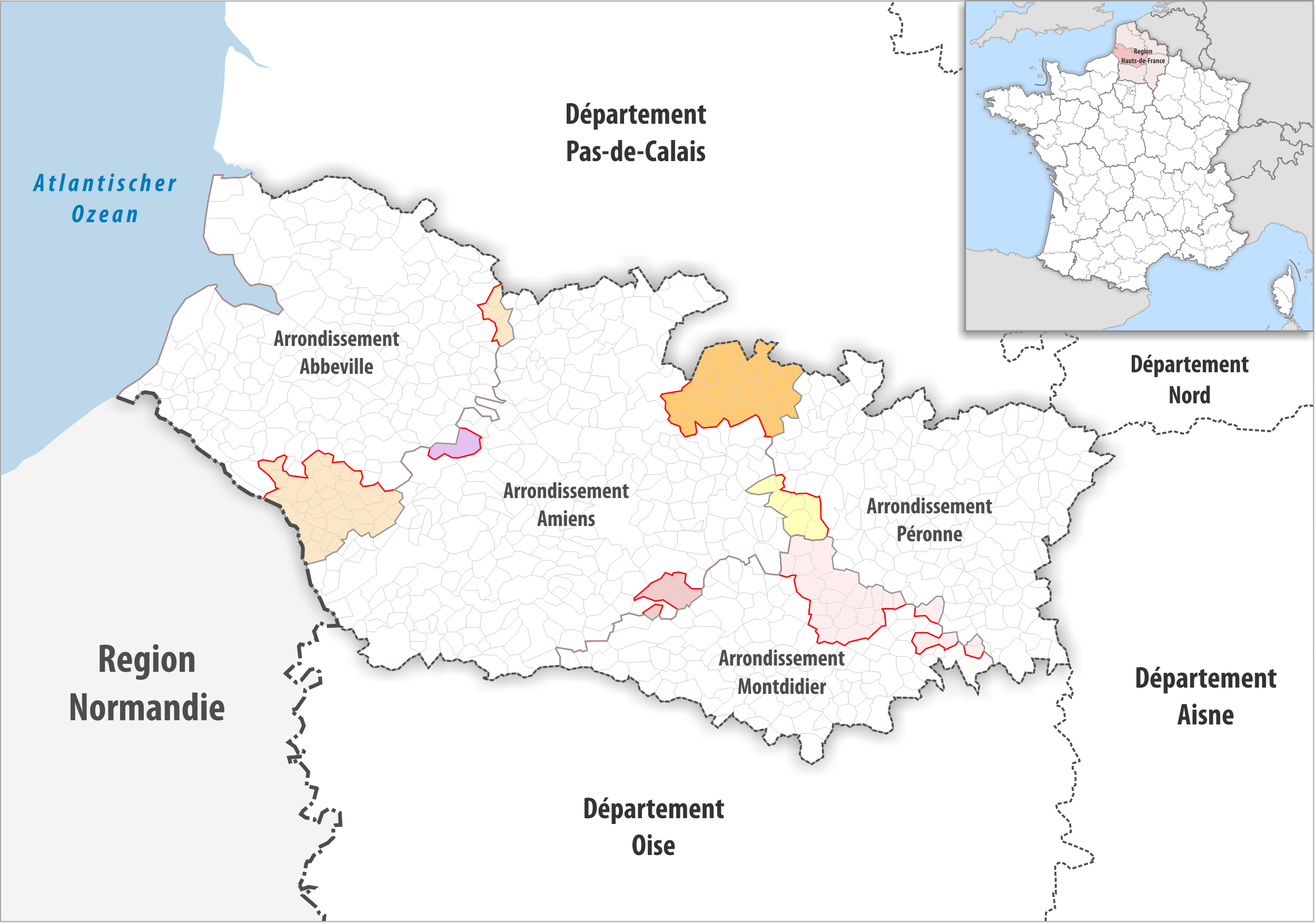
Arrondissementsanpassungen im Jahr 2017

Durch die Neuordnung der Arrondissements im Jahr 2017 wurden aus dem Arrondissement Abbeville die Fläche der 38 Gemeinden Andainville, Aumâtre, Avesnes-Chaussoy, Bermesnil, Cannessières, Cerisy-Buleux, Conteville, Domléger-Longvillers, Épaumesnil, Étréjust, Fontaine-le-Sec, Forceville-en-Vimeu, Foucaucourt-Hors-Nesle, Framicourt, Fresnes-Tilloloy, Fresneville, Fresnoy-Andainville, Frettecuisse, Heucourt-Croquoison, Hiermont, Inval-Boiron, Lignières-en-Vimeu, Le Mazis, Mouflières, Neuville-Coppegueule, Neslette, Nesle-l’Hôpital, Neuville-au-Bois, Oisemont, Rambures, Saint-Aubin-Rivière, Saint-Léger-sur-Bresle, Saint-Maulvis, Senarpont, Le Translay, Vergies, Villeroy und Woirel dem Arrondissement Amiens zugewiesen.
Dafür wechselte die Fläche der zwei Gemeinden Bettencourt-Rivière und Condé-Folie vom Arrondissement Amiens zum Arrondissement Abbeville.